# 오쿠다이라 이에마사

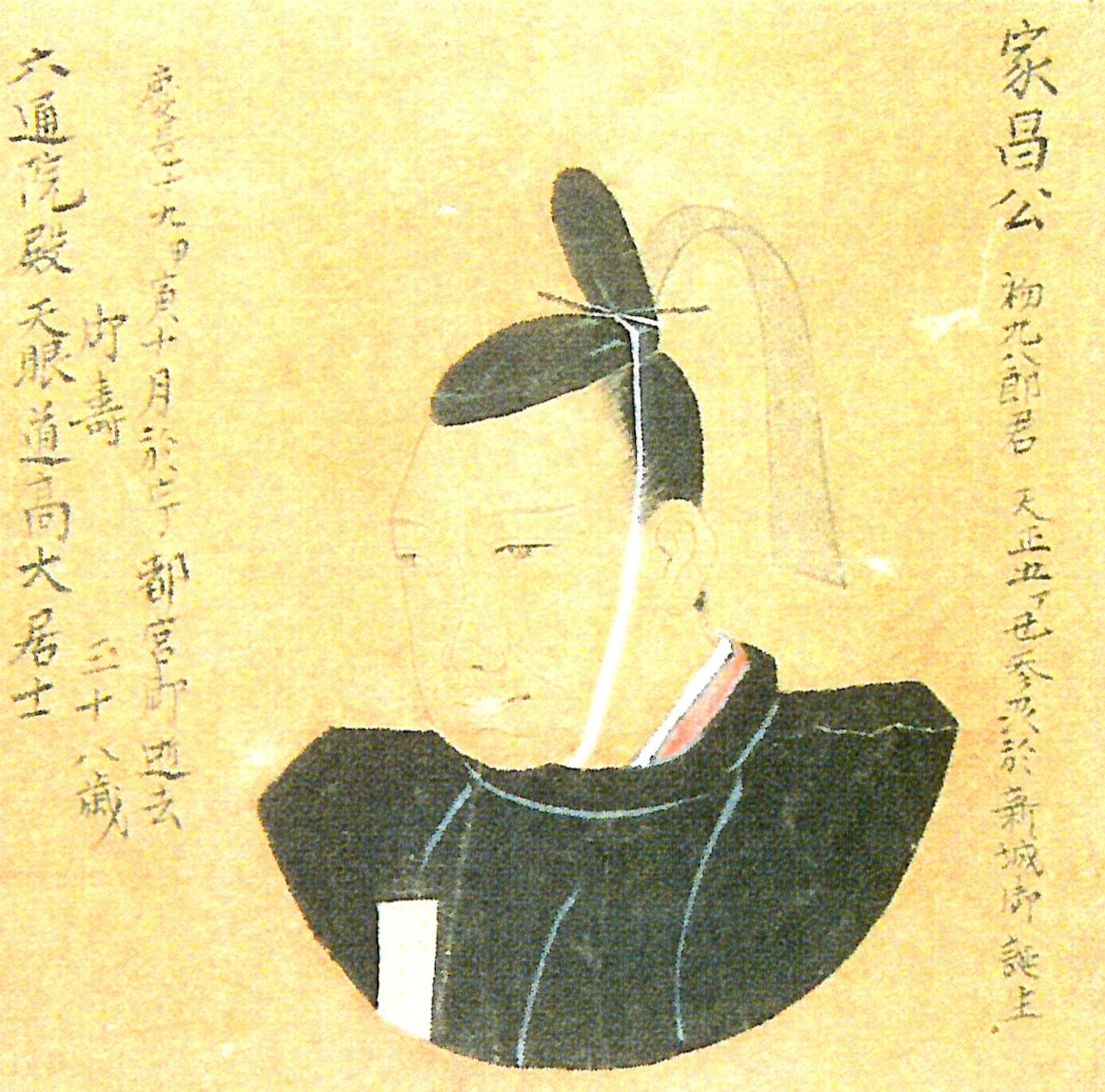
오쿠다이라 이에마사

오쿠다이라 이에마사(奥平家昌, 1577년~1614년)는 아즈치모모야마 시대부터 에도 시대 초기까지의 무장, 다이묘이다. 시모쓰케 우쓰노미야 번 초대 번주(우쓰노미야 성 제26대 성주)이다. 가노번주 오쿠다이라 노부마사의 장남이다.
| 전임 (오코치 히데쓰나) | 제1대 우쓰노미야 번 번주 (오쿠다이라 가문) 1601년 ~ 1614년 | 후임 오쿠다이라 다다마사 |